# Belá (powiat Żylina)
Belá – wieś (obec) na Słowacji położona w kraju żylińskim, w okręgu Żylina. Pierwsze wzmianki o miejscowości pochodzą z roku 1378.
Według danych z dnia 31 grudnia 2010, wieś zamieszkiwało 3347 osób, w tym 1701 kobiet i 1646 mężczyzn.
W 2001 roku rozkład populacji względem narodowości i przynależności etnicznej wyglądał następująco:
- Słowacy – 98,85%
- Czesi – 0,54%
- Ukraińcy – 0,06%